# Cemre Kemer
Cemre Kemer (født 17. februar 1985 i Istanbul) er sanger, skuespiller og danser. Hun er med i den tyrkiske pige-musikgruppe Hepsi.